# Flower osztályú korvett
A Flower osztályú korvett a második világháborúban és azután használt hajóosztály, melyből 267 darabot építettek.